# Marinera ayacuchana
La marinera ayacuchana, también conocida como ayahana, es una danza originaria de la ciudad de Huamanga, en el departamento de Ayacucho. Nacida originalmente como variante de la marinera peruana, esta danza de pareja mixta se caracteriza por la fusión de la estructura de cortejo criolla con elementos musicales, coreográficos y de vestimenta propios de la tradición ayacuchana, así como influencias del folclore andino, destacando por su elegancia, sobriedad y por incorporar una fuga de huayno como remate distintivo.

## Orígenes históricos
Las raíces de la marinera ayacuchana se vinculan con la zamacueca del siglo XIX, con la posterior difusión y transformación de la marinera a lo largo del territorio peruano. En Ayacucho, la presencia de bandas militares y, sobre todo, de estudiantinas (conjuntos de cuerdas) facilitó la recepción e incorporación de la marinera en las prácticas musicales locales desde las primeras décadas del siglo XX.
En ese contexto, músicos y estudiantes que retornaban de Lima adaptaron formas costeñas a la sonoridad de los instrumentos locales como el arpa, violín y guitarra; dando lugar a una variante con rasgos propios que terminó consolidándose en Huamanga. La evidencia histórica documenta registros instrumentales y presentaciones desde fines de los años 1920–1930.

## Evolución y características
La marinera ayacuchana evolucionó gradualmente: en sus inicios durante las décadas de 1920–1930 predominó la versión instrumental y posteriormente, a lo largo de los años 1940 y 1950, se incorporó el canto. Se distingue por una ejecución recatada y menos estridente que la marinera norteña, llevada por una estética sobria y señorial. Estructuralmente suele dividirse en tres momentos principales:
- Paseo o insinuación: entrada cadenciosa y coqueteo inicial.
- Contrapunto o coqueteo: intercambio de figuras y manejo del pañuelo y la fisonomía del baile.
- Fuga de huayno: clímax rítmico donde el compás acelera y se introduce un huayno con zapateo (casqueo), que constituye el remate característico de la variante ayacuchana.

## Coreografía y estilo
La pareja mantiene posturas erguidas y movimientos suaves y deslizados; el uso del pañuelo es más contenido que en otras marineras y el zapateo, aunque en general moderado, se acentúa durante la fuga final. La elegancia femenina y el aplomo masculino son rasgos estilísticos subrayados por los estudios y ponencias locales.

### Pasacalle
La danza se inicia con el pasacalle: parejas recorren las calles de Huamanga al compás de melodías en re menor o "tiemple mestizo", con bordado musical de estudiantinas y vestuario altivo. Las mujeres llevan sombreros de paja adornados, askankuy dorados y blusas de seda; los hombres, ternos oscuros y sombreros de paño, ejecutando movimientos refinados y galantes.

### Fase coreográfica por etapas
Según la revista Runa Yachachiy (2024), la estructura del baile se detalla así:
- Invitación y paseo: saludo con el pañuelo y desplazamiento cadencioso sostenido por bordoneo instrumental.
- Espera y careo: intercambios de posición o mirada, manteniendo postura erguida.
- Escobillado: movimiento pendular elevado del pañuelo, especialmente por parte del varón, mientras la mujer conserva mesura.
- Fuga de huayno:
  - Introducción: transición musical hacia ritmo veloz.
  - Zapateo (casqueo): zapateo marcado, con pique y repique, símbolo rítmico y energético del huayno ayacuchano.
  - Cierre dramático: a veces incluye gestos como el varón arrodillándose o pasando el pañuelo entre las piernas, finalizando la interpretación con refinado dramatismo.

### Estética y movimientos específicos
El estilo coreográfico se define por el porte erguido y galante. Los movimientos del pañuelo se realizan con discreción, sin exageraciones. La bailarina sostiene ligeramente su falda con la mano izquierda, mientras que el bailarín mantiene la suya cerca del bolsillo trasero del pantalón o dentro de él.

### Competencia y valoración pública
En festividades como el aniversario de Huamanga, un concurso escénico de marinera ayacuchana muestra cómo los pasos resaltan "elegancia y coqueteo". Se resalta que la fuga de huayno es inseparable de la danza: “No hay Marinera Ayacuchana sin fuga de huayno”.

## Música e instrumentación
La marinera ayacuchana se interpreta mayoritariamente con instrumentos de cuerda: arpa andina, guitarra y violín, complementados en ocasiones por mandolina, laúd o quena. La pieza suele trabajarse en compás de 6/8 y en tonalidades menores como la menor, mi menor, con un acompañamiento gravemente marcado en los bordones de la guitarra durante la fase de saludo y rasgueos acentuados en la etapa de escobillado y fuga.

## Indumentaria
La vestimenta se caracteriza por una mixtura andino-criolla: las bailarinas usan trajes mestizos de fiesta compuestos por un blusón bordado, polleras, lliclla y sombrero, mientras los hombres visten con terno oscuro, camisa blanca, sombrero de ala ancha y, en ocasiones, poncho o prenda típica.

## Significado cultural y difusión
La marinera ayacuchana es una manifestación importante del patrimonio inmaterial huamanguino: se interpreta en festividades patronales, pasacalles, concursos y actos conmemorativos. Su promoción y estudio han contado con el apoyo de agrupaciones culturales locales, la Municipalidad Provincial de Huamanga y la Dirección Desconcentrada de Cultura de Ayacucho, que han impulsado ponencias, documentales y registros musicales como expresión cultural regional.

## Reconocimiento y documentación
La danza está documentada en registros fonográficos y crónicas desde la primera mitad del siglo XX y ha sido objeto de ponencias, estudios y festejos regionales. Investigaciones recientes y ponencias del 2021 y 2024 han sistematizado su historia, sus variantes y su inserción en el repertorio folclórico ayacuchano.